# Górzno
Górzno é um município da Polônia, na voivodia da Cujávia-Pomerânia e no condado de Brodnica. Estende-se por uma área de 3,48 km², com 1 415 habitantes, segundo os censos de 2016, com uma densidade de 412,5 hab/km².